# Тадзіхі но Аґатаморі
Тадзіхі но Аґатаморі (668 — 25 липня 737) — середньовічний японський державний та військовий діяч кінця періоду Асука і періоду Нара.

## Життєпис
Походив з аристократичного роду Тадзіхі, нащадків імператора Сенка. Син Тадзіхі но Сіма, Лівого міністра. Народився у 668 році. Про молоді роки нічого невідомо. Десь у 690-х роках отримав молодший шостий ранг.
У 705 році після проходження імператорської атестації йому надано нижчу ступінь молодшого п'ятого рангу, а 711 року — вищу ступінь молодшого п'ятого рангу. 715 році стає власником молодшого четвертого рангу. Того ж року призначено міністром покарань. 716 році призначено очільником посольства до Китаю (на той час там володарювала династія Тан). Повернувся до Японії у 718 році.
719 року отримав старший четвертий ранг та призначено кокусі провінції Мусасі. Того ж року також стає ансеті (інспектором), що контролював діяльність кокусі провінцій Саґамі, Кодзуке, Сімоцуке. Наприкінці року призначено кокусі провінції Харіма.
У 720 році після смерті впливового Фудзівара но Фухіто у Великій державній раді розпочалася колотнеча через амбіція принца Нагая. Водночас в провінції Муцу відбулося потужне повстання народу еміші, що завдали поразки місцевим японським залогам. Тому Тадзіхі но Аґатаморі було призначено на посаду сейї-сьоґуну — «полководця — завойовника варварів Сходу». військова кампанія тривала до 721 року й завершилося придушенням повстання. За це отримав верхю ступінь старшого четвертого рангу. Незабаром очолив Центральне міністерство.
У 729 році після відсторонення родом Фудзівара принца Нагая від влади з наступною стратою, разом з братом Тадзіхі но Ікеморі, Лівим міністром, Ісікавою но Ісітарі, Отомо но Мітіттарі розпочав боротьбу за право входження до Гісейкану (вищої ради з вирішенні державний завдань — в середині дайдзьокана) з представниками Фудзівара — Фудзівара но Умакаі і Фудзівара но Маро. Зрештою останні отримують посаду імператорського радника (санґі), а Тадзіхі но Аґатаморі з іншими — кенсанґі («той, що дорівнюється санґі»). 729 році стає старшим помічником Отомо но Табіто, керівника Дадзайфу, а також присвоєно нижчу ступінь молодшого третього рангу. Наприкінці року стає міністром народних справ.
731 року призначено санґі. Того ж року надано посаду сайкайдо-сецудоші (військового губернатора з широкими поноваженнями — на кшталь китайського цзєдуши)) для керування краєм Санйо. 732 року призначено середнім державним радником, а потім призначено сайкайдо-сецудоші Темногірського краю. 734 року надано старший третій ранг. 
Помер у 737 році під час масштабної епідемії віспи.